# Stama
Stama (niem. Groß Stamm) – wieś w Polsce położona w województwie warmińsko-mazurskim, w powiecie mrągowskim, w gminie Sorkwity. Miejscowość ta jest położona 15km od Mrągowa, niedaleko jeziora Gielądzkiego.
W latach 1975–1998 miejscowość administracyjnie należała do województwa olsztyńskiego.